# 7e groupe d'autos-mitrailleuses et autos-canons
Pour les articles homonymes, voir 7e groupe (unité militaire).
Le 7e groupe d'autos-mitrailleuses et autos-canons (ou 7e GAMAC), petite unité de l'armée française, est formé dès le 17 septembre 1914 par le général Gallieni à partir de quelques effectifs de la Marine pour apporter une puissance de feu mobile aux armées combattant dans le Nord et en Belgique. Affecté le 23 juin 1916 à l'état-major de la 1re division de cavalerie, il est dissous le 10 août 1919. Reconstitué à la fin du 2e semestre 1921 comme 7e groupe d'autos-mitrailleuses de cavalerie (AMC) il est renommé 7e escadron d'automitrailleuses de cavalerie (EAMC) le 31 octobre 1922 et 11e EAMC le 1er mars 1923.

## Création, dénominations et affectations
- Le 7e groupe d'autos-canons de la Marine, en formation à partir du 17 septembre 1914 selon les instructions du gouverneur militaire de Paris, est définitivement constitué le 15 octobre 1914 et quitte le parc automobile de Vincennes le 27 pour rejoindre dans le Nord l'état-major du 1er corps de cavalerie (CC) auquel il est affecté en tant qu'élément non endivisionné. En septembre 1915, le groupe est organiquement affecté à la 1re division de cavalerie (DC), elle-même composante du 1er CC. Le 31 mai 1916, le 7e groupe d'autos-canons gagne Boulogne-sur-Seine pour être dissous en tant qu'unité de la Marine.
- Recomposé courant juin 1916 avec des personnels de l'armée de terre et officiellement reconstitué fin juin comme unité de cavalerie, le 7e groupe d'autos-mitrailleuses et d'autos-canons (GAMAC) rejoint à nouveau l'état-major de la 1ère DC par affectation organique maintenue jusqu'à l'armistice. Cette affectation est maintenue jusqu'à la dissolution du 7e GAMAC le 10 août 1919. Tout son personnel passe alors pour ordre au 1er GAMAC, avant la démobilisation pour les personnels de réserve ou une réaffectation pour les personnels d'active.
- Le groupe est reconstitué à la fin du deuxième semestre 1921 sous le nom de 7e groupe d'autos-mitrailleuses de cavalerie (AMC).

## Historique des campagnes et batailles

### Campagne contre l'Allemagne
1914
- Parti de Vincennes le 29 ou le 30 octobre 1914, le 7e groupe rejoint son unité d'affectation, le 1er CC, dans les premiers jours de novembre à Ypres. On voit ci-dessous une auto-mitrailleuse du groupe stationnée dans une rue de cette ville quelques jours avant le grand bombardement du 11 novembre. Le groupe participe le 14 novembre au combat de Pilkem (4 km au nord d'Ypres).

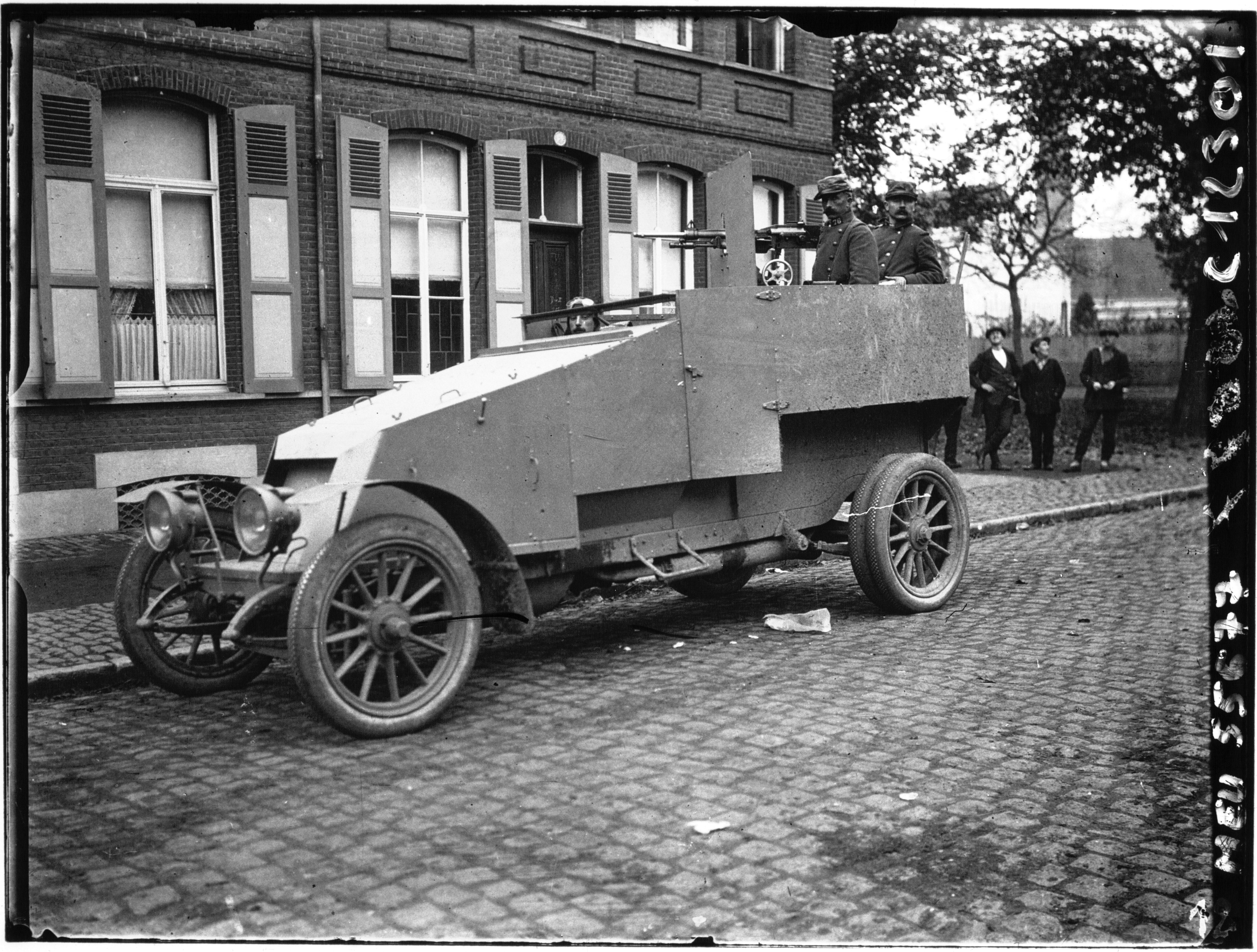
À Ypres vers le 8-9 novembre.
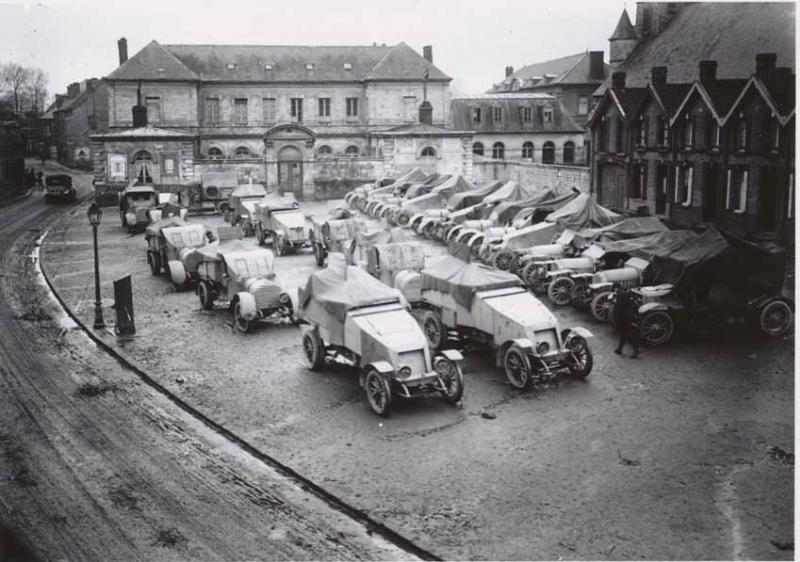
À Frévent en décembre.

- Le 15 novembre il est retiré du front, dirigé vers le sud par Arques et Saint-Pol-sur-Ternoise avant de gagner Frévent où il stationne tout le mois de décembre avec le 2e groupe sur la place du marché aux bestiaux, comme le montre la photo ci-dessus.

1915
- Le 1er corps de cavalerie, y compris ses éléments non endivisionnés comme le 7e groupe d'autos-canons, est en service de tranchées dans le Pas-de-Calais à Liévin pendant le mois de janvier puis au repos dans la région de Chalons-sur-Marne jusqu'au 21 mars, date à laquelle il fait mouvement vers Saint-Dizier et Verdun.  Le 7e groupe participe aux attaques dirigées les 6, 9 et 12 avril 1915 contre le village de Maizeray (à 25 km est-sud-est de Verdun sur la route de Metz). Il fait ensuite mouvement vers Saint-Dizier, y stationne quelques jours avant de retourner vers le nord-ouest.
- Début mai, le groupe gagne le département de la Somme, et bénéficie d'un repos à Rouvroy-en-Santerre jusqu'à la fin de ce mois avant de faire mouvement vers Doullens (Pas-de-Calais) pour une éventuelle participation à la 2e bataille d’Artois dans laquelle il n’est pas engagé. Il reste cantonner dans cette région jusqu'à fin septembre.
- En octobre, le 7e groupe est détaché au 6e régiment de dragons pour appuyer une mission de défense contre aéronefs sur la ligne de chemin-de-fer Saint-Pol-sur-Ternoise - Étaples entre Saint-Pol et Montreuil.
- * Dès le début novembre, le 7e groupe, en alternance avec les 2e et 12e groupes, est assigné à un centre de défense sur le front sud-ouest d'Arras à Bailleulval.

1916
- Poursuite du service de tranchées à Bailleulval en janvier et pendant la première quinzaine de février. Après une quinzaine de repos, ce type de service se poursuit plus au sud, à l’ouest de Roye (Somme), entre Guerbigny-Andechy au nord et Dancourt au sud, pendant les mois de mars et avril 1916. Une nouvelle période de repos pendant presque tout le mois de mai précède le retour à Boulogne-sur-Seine pour la dissolution du groupe en tant que groupe de la Marine.
- En partant de Boulogne le 7e GAMAC retourne vers la Somme et le camp de Belleuse. Les mois de juillet et août sont consacrés à de nombreux exercices de tir et manœuvres conjointes avec les unités de cavalerie du 1er corps.
- Le 1er septembre le groupe cantonne à Éclusier sur la rive gauche de la Somme, où il relève le 2e groupe en pleine bataille de la Somme. Quelques jours plus tard il est impliqué dans un très violent engagement à Buscourt, au cours duquel il subit des pertes sévères. Le  brigadier Gault et le maître-pointeur Matras, sont tués, le lieutenant de Lesseps, très grièvement blessé meurt deux jours plus tard à l'hôpital de campagne, les brigadiers Sansimond et de Tauzia, le maître-pointeur Génevée, le chargeur Le Guern sont blessés, plus ou moins grièvement. Le 14 septembre, le 7e groupe est retiré du front, gagne Sailly-Laurette avec le 1er GAMAC.
- de début octobre à la mi-novembre le groupe est au repos à Croissy-sur-Celle (Oise) puis fait mouvement vers le sud pour instruction à Rethondes avant de prendre un service de tranchées en alternance avec le 1er GAMAC, à Puisaleine.

1917
- Poursuite du service de tranchées à Puisaleine, en alternance avec le 1er GAMAC. D'avril à fin juin nombreux mouvements de cantonnements en cantonnements dans l'Oise autour de Crépy-en-Valois suivis de deux semaines de cantonnement début juillet à Pontoise-les-Noyon.
- Le 15 juillet, prise du service de tranchées dans le secteur de Coucy-le-Château jusqu'à la fin de l'année, toujours en alternance avec le 1er GAMAC.

1918
- En mars, le groupe quitte la rive gauche de l'Oise pour gagner la région de Roye où il est engagé dans la  Deuxième bataille de Picardie pour contenir l'offensive allemande. Il est engagé dans de violents combats défensifs à Crapeaumesnil, Roye-sur-Matz et Rollot, où trois hommes sont blessés.
- Mai-juin, le groupe est engagé plusieurs fois dans la Marne, en particulier à Ronchères où le groupe compte trois blessés et perd deux voitures. L'engagement à Cumières, sur la rive droite de la Marne les 15 et 16 juillet, fait deux morts et six blessés. En août le groupe reste au repos à l'arrière du front dans la Marne.
- De septembre au 11 novembre, nombreux mouvements et stationnements dans la Marne et la Haute-Marne, interrompus par une participation à l'offensive de l'Aisne entre le 12 et le 19 octobre, au cours de laquelle le groupe perd six hommes, blessés à La Malmaison.

### Après l'armistice en France
1918
De La Chaussée-sur-Marne où le trouve l'armistice, le 7e GAMAC se dirige lentement vers la Lorraine, gagne la banlieue de Nancy puis celle de Metz. Puis il fait demi-tour pour arriver à Versailles 10 décembre. Le 16 décembre, le lieutenant Fortoul emmène un détachement à Lyon pour prendre livraison des nouvelles autos-mitrailleuses White TBC et les ramener au Centre d'instruction des autos-mitrailleuses avant leur stationnement définitif au Camp des Loges à Saint-Germain-en-Laye
1919
- Le groupe quitte sa garnison le 8 février 1919 pour Strasbourg où il passe trois semaines avant de gagner Metz où il stationne jusqu'au 21 juin. De retour à Strasbourg, le groupe délègue une voiture pour représenter les groupes d'autos-mitrailleuses au défilé du 14 juillet et quitte la capitale de l'Alsace par train le 30 en direction de Versailles.
- Le 7e GAMAC est dissous le 10 août.

## Commandants du7egroupe
- Période Marine[1].
  - Lieutenant de vaisseau Richard Bunge (17 septembre 1914 - 3 juin 1916) qui commande également la 13e section.
  - L'enseigne de vaisseau de 1re classe Amédée Reille, chef de la 14e section depuis la création du groupe, passe avec l'ensemble de sa section au 2e groupe en mars 1915. Il avait lui-même été appelé à remplacer l'enseigne de vaisseau de 1re classe Gustave Salières, chef de la 4e section évacué pour maladie grave. Cependant, l'EV Reille, ancien député, avait accepté cette mutation sous réserve de faire permuter avec lui toute sa section tandis que la section Salières passerait au 7e groupe et y recevrait un nouveau chef. Le commandement des groupes d'autos-canons de la Marine ayant accepté cette exigence, le 7e groupe se trouve de facto recomposé jusqu'à la fin de la campagne avec la 4e section sous le commandement de l'enseigne de vaisseau de 1re classe Pierre Châtel à partir du 14 mai 1915.
- Période Cavalerie[2]
  - Capitaine Patrice O'Gorman (26 juin 1916 - 24 octobre 1917).
  - Capitaine Félix de Valence de Minardière (24 octobre 1917 - 4 février 1919).
  - Lieutenant Émile Jallot, par intérim (4 février 1919 - 22 février 1919).
  - Capitaine Maurice de Brémond d'Ars (22 février 1919 - 11 août 1919).
  - Capitaine Bernard de Saint-Vincent (17 mars 1922 - après novembre 1922).

## Pertes du groupe en opérations
Le 7e GAMAC est l'un des deux groupes ayant rempli le tableau réglementaire des pertes modèle C dans son journal des marches et opérations. Toutefois le tableau reproduit ci-dessous ne couvre que la période cavalerie du groupe. Les lacunes dans les sources de l’histoire du 7e groupe d’autos-canons de la Marine ne permettent pas de dresser un état précis des pertes, blessés, tués, morts après blessures ou maladies, d’octobre 1914 à fin mai 1916. Un seul cas de mort par noyade accidentelle en mai 1915 est documenté. 
| Batailles, combats et rencontres de toute nature | Dates      | Soldats et sous-officiers | Soldats et sous-officiers | Soldats et sous-officiers | Officiers | Officiers           | Voitures détruites | Nature des actions |
| ------------------------------------------------ | ---------- | ------------------------- | ------------------------- | ------------------------- | --------- | ------------------- | ------------------ | ------------------ |
|                                                  |            | Tué                       | Blessé                    | Mort après blessure       | Blessé    | Mort après blessure |                    |                    |
| Cléry-sur-Somme                                  | 3/9/1916   | 2                         | 4                         | 1                         |           | 1                   |                    | tranchées          |
| Quennevières                                     | 29/12/1916 | 1                         |                           |                           |           |                     |                    | tranchées          |
| Coucy le Château                                 | 24/7/1917  | 1                         |                           | 1                         |           |                     |                    | tranchées          |
| Rollot (Somme)                                   | 28/3/1918  |                           | 3                         |                           |           |                     |                    | AMAC               |
| Ronchères (Aisne)                                | 28/5/1918  |                           | 3                         |                           | 1         |                     | 2                  | AMAC               |
| Champagne                                        | 15/7/1918  |                           | 2                         | 1                         |           |                     |                    | AMAC               |
| Reuil-sur-Marne                                  | 16/7/1918  | 1                         | 4                         |                           |           |                     |                    | AMAC               |
| Offensive de l’Aisne                             | 18/10/1918 |                           | 6                         |                           |           |                     |                    | AMAC               |
| TOTAL                                            |            | 5                         | 22                        | 3                         | 1         | 1                   | 2                  |                    |

Les pertes connues du 7e groupe sont concentrées dans des engagements qualifiés d'Action AMAC, pour signifier une opération dans laquelle il a été fait principalement appel aux spécificités de ces unités mobiles composées de voitures blindées, bien armées en mitrailleuses et canons, servies par du personnel expérimenté et solidaire. Il est probable que d'autres pertes n'ont pu être repérées, sachant que dans plusieurs cas il n'a même pas été possible de retrouver l'identité des hommes blessés.

## Distinctions et décorations
Le 7e Groupe mixte d’autos-mitrailleuses et d’autos-canons reçoit deux citations à l’ordre de l’armée :
- Citation à l'ordre de la 3e armée du 24 avril 1918 :

« Unité brillamment entraînée et commandée par son chef, le capitaine Félix de Valence de Minardière, n'a pas cessé d'agir de la façon la plus efficace au cours des combats récents, appuyant l'infanterie, maintenant et harcelant l'ennemi, donnant des coups de sonde hardis dans la progression ennemie, maintenant rapidement toutes les liaisons sous les feux les plus violents, enfin donnant à tous l'exemple de la hardiesse la plus sereine et du dévouement le plus complet. »

- Décision du général, commandant en chef les armées de l'Est, du 13 juillet 1918 :

« Unité d'une ardeur offensive remarquable. Au cours des affaires récentes, a été engagée continuellement, sous la conduite du capitaine de Valence de Minardière, dans des opérations audacieuses qui ont infligé à l'ennemi des pertes très importantes. A arrêté pendant deux jours les attaques enveloppantes qui menaçaient l'aile de la ligne de défense. A surpris ensuite, dans une pointe hardie, un bataillon ennemi au sortir des hangars d'aviation où il avait passé la nuit, et l'a mitraillé jusqu'à épuisement de ses coffres. »

Ces deux citations lui valent de se voir attribuer le 1er août 1918 la fourragère aux couleurs de la Croix de guerre, épinglée sur son fanion par le général de Maud'huy, commandant supérieur du Territoire de Lorraine, en présence du général de Rascas, commandant la 1ère division de cavalerie, lors d’une prise d'armes à Metz le 14 juin 1919,.

## Personnalités ayant servi au sein du groupe
- François Barazer de Lannurien (1886-1971), lieutenant, membre d'une famille aristocratique bretonne ayant compté nombre d'officiers.
- Maurice de Brémond d'Ars (1881-1955), capitaine, membre d'une famille aristocratique comptant plusieurs officiers généraux, plusieurs hommes de lettres et personnalités politiques.
- Léon Jacques Cardeilhac (1885-1962), maréchal-des-logis, petit-fils du fondateur et lui-même dirigeant de la maison éponyme, orfèvrerie, argenterie, place Vendôme à Paris, absorbée par la maison Christofle en 1951.
- Robert de Lesseps (1882- 1916), lieutenant, mort pour la France, troisième fils du mariage en secondes noces de Ferdinand de Lesseps (1805-1894), membre d’une fratrie de 17 enfants.
- Albert Omer-Decugis (1871-1937), maréchal-des-logis, aéronaute, membre de l'Aéro-club de France, participe à de nombreux rallyes en ballon dans les années 1905-1914, participe au comité directeur de l’Aéro-club de France qui admet le 20 janvier 1910 comme nouveau membre Jean Pouyer, enseigne de vaisseau, futur commandant de la 16e section d’autos-canons.
- Amédée Reille (1873-1944), École navale, enseigne de vaisseau de 1re classe, député du Tarn (1899-1914), descendant direct du maréchal Masséna et du maréchal Soult, passe au 2e groupe d'autos-canons avec toute sa section en mars 1915.
- Félix de Valence de Minardière (1874-1952), capitaine, membre d'une famille subsistante de la noblesse française.

## Matériels
- Lors de sa constitution

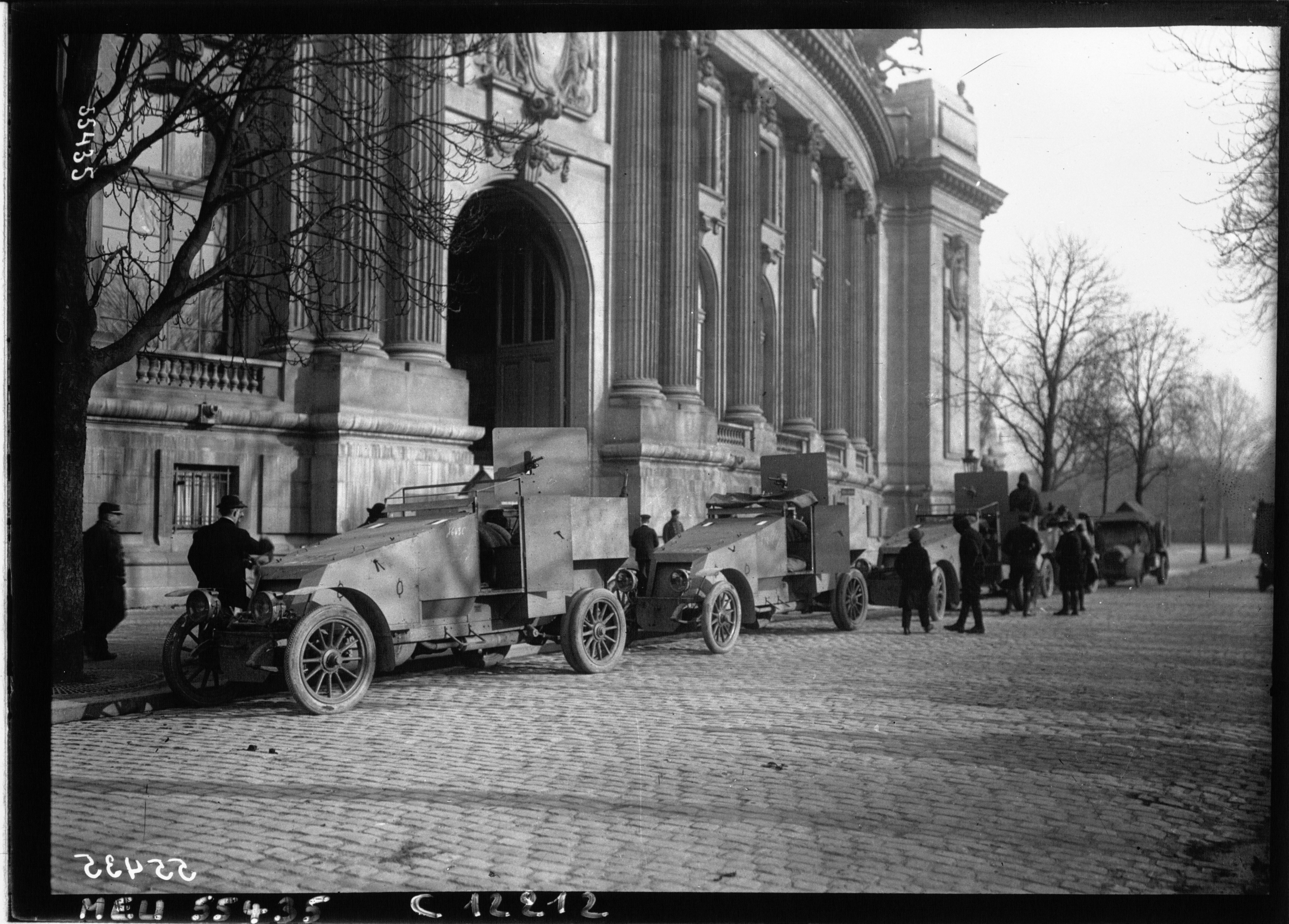
Les AM du 7e groupe devant le Grand Palais.

En tant que groupe d'autos-canons de la Marine, le 7e groupe est équipé de six autos-canons sommairement blindés, construits sur un châssis Peugeot torpédo type 146, de 1913, muni de son moteur 18 HP et de quatre autos-mitrailleuses Renault ED, type 1914, dotées d'une faible protection blindée, munies du même moteur. Ces dernières font l'objet d'un reportage photographique de l'agence de presse Meurisse lors d'une présentation au capitaine de vaisseau Chamonard, commandant le Dépôt de Paris des Équipages de la Flotte, inspecteur des autos-canons, devant le Grand Palais à Paris, le 26 octobre 1914.
- Dotation en blindés modèles 1915

Le 7e groupe reçoit les autos-canons modèle 1915 à l'épreuve de la balle perforante allemande (dite balle S) le 26 janvier 1915. Les autos-mitrailleuses blindées modèle 1915 sont livrées en mai 1915.
- Dotation en autos-mitrailleuse-canon White TBC

Le 23 décembre 1918, le groupe ramène de Vénissieux les nouvelles autos-mitrailleuse-canon construites selon les dessins et brevets de MM de Ségur et Lorfeuvre sur des châssis américains White TBC. 
- Autres véhicules

Initialement doté de deux camions de ravitaillement Peugeot, le groupe reçoit deux camions supplémentaires Panhard en janvier 1916. La première voiture de liaison Delaunay-Belleville est rejointe par une deuxième voiture Mors en janvier 1916.